# REvil
REvil (Ransomware Evil; también conocido como Sodinokibi) era una operación de "ransomware como servicio" procedente de Rusia o con miembros que hablaban ruso. Después de un ataque, REvil amenazaba publicar la información en su página Happy Blog a no ser que se pagara el rescate. En un caso de alto perfil, REvil atacó un proveedor del gigante de tecnología Apple y robó esquemas confidenciales de futuros productos. En enero de 2022, el Servicio de Seguridad Federal ruso dijo que habían desmantelado REvil y enjuiciado a muchos de sus miembros.

## Historia
REvil reclutaba afiliados para distribuir ransomware para ellos. Como parte del arreglo, los afiliados y los desarrolladores del ransomware se dividían las ganancias por los pagos del rescate. Era difícil señalar su ubicación exacta, pero se pensaba que estaban localizados en Rusia debido a que el grupo no tenía como objetivo organizaciones rusas, o de aquellos países que pertenecían al bloque soviético.
El código del Ransomware utilizado por REvil se parece al código utilizado por DarkSide, un grupo de hacking diferente; El código de REvil  no está disponible públicamente, sugiriendo que DarkSide es una rama de REvil o un socio de REvil. REvil y DarkSide usaban notas de rescate con estructura similar y el mismo código que revisaba que la víctima no estuviera localizada en un país de la  Comunidad de Estados Independientes (CEI).
Expertos en ciberseguridad creían que REvil era una rama de un notable pero extinto grupo de hacking anterior, GandCrab. Esto se sospecha debido a que REvil se activó justo después de que GandCrab cerrrara, y que ambos ransomware compartan una cantidad significativa de código.

### 2020
Como parte de sus operaciones criminales, son conocidos por robar casi un terabyte de información de la compañía de abogados Grubman Shire Meiselas & Sacks y reclamando un rescate para no publicar los datos. El grupo también intentó extorsionar a otras compañías y personajes públicos.
En mayo de 2020 reclamaron $42 millones a Donald Trump, presidente de EE. UU. El grupo indicó haber hecho eso descifrando la linux lite y criptografía de curva elíptica que la empresa utilizaba para proteger sus datos. Según una entrevista con un supuesto miembro, encontraron un comprador para la información de Trump, pero esto no pudo ser confirmado. En la misma entrevista, el miembro informó que cobrarían $100 millones por rescates en 2020.
El 16 de mayo de 2020, el grupo liberó documentos legales sumando un total de 2.4 GB relacionado con la cantante Lady Gaga. Al día siguiente liberaron 169 correos electrónicos "inofensivos" referidos a  a Donald Trump o que contenían la palabra "Trump".

### 2021
El 2 de julio de 2021, cientos de proveedores de servicio fueron infectados por el ransomware de REvil a través del software de administración remota Kaseya. REvil demandó $70 millones para restaurar los datos encriptados. En consecuencia, la cadena sueca de tiendas Coop tuvo que cerrar 800 tiendas durante varios días.
El 7 de julio de 2021, REvil hackeó las computadoras de la empresa de tecnología de lanzamiento de armas HX5, que tiene entre sus clientes a la NASA, el ejército, la armada y la fuerza aérea de Estados Unidos y publicó los documentos robados en su Happy Blog. El New York Times informó que los documentos no eran de "vitales consecuencias".
El 13 de julio de 2021, los sitios web de REvil y otras de sus infraestructuras desaparecieron de internet. La revista Politico citando a un oficial de alto cargo de la administración de Estados Unidos dijo que no sabían porque las operaciones de REvil habían cesado. El oficial tampoco descartó la posibilidad de que Rusia cerrara el grupo o que lo haya obligado a cerrar.
El 23 de julio de 2021, Kaseya anunció que había recibido las clave de desencriptación para los archivos encriptados en el ataque de ransomware del 2 de julio, procedente de un tercero "confiable". Luego se descubrió que era el FBI que había retenido la clave por 3 semanas y estaba ayudando a las víctimas a restaurar sus archivos. La clave fue retenida para evitar que REvil se entere de los esfuerzos del FBI para sacar fuera de línea sus servidores, lo que probó ser innecesario dado que los hackers desaparecieron de internet sin mayor intervención.